# 什羅基蘭
47°0′35″N 35°36′11″E / 47.00972°N 35.60306°E
什羅基蘭（烏克蘭語：Широкий Лан）是位於烏克蘭東南部的村莊，由扎波羅熱州梅利托波爾區的泰爾平尼亞市鎮負責管轄。該村處於尤尚利河畔，距離普羅明0.5公里，面積0.83平方公里，海拔高度31米，2001年人口314。